# 비치 딕커슨
비치 딕커슨(Beach Dickerson, 1924년 1월 1일 ~ 2005년 12월 7일)은 미국의 배우, 텔레비전 배우이다.

## 영화
- 스쿨 스피릿 (1985년)
- 크레이지 마마 (1975년)
- 엔젤스 다이 하드 (1970년)
- 바다에 출몰한 피조물 (1961년)
- 지 아이 블루 (1960년)
- 십대 혈거인 (1958년)
- 위성 전쟁 (1958년)
- 러빙 유 (1957년)
- 크랩 몬스터의 공격 (1957년)
- 록 올 나이트 (1957년)
- 여학생 클럽의 소녀 (1957년)